# Uztárroz – Uztarrotze
Uztárroz – Uztarrotze település Spanyolországban, Navarra autonóm közösségben. Uztárroz – Uztarrotze Isaba, Urzainqui, Roncal – Erronkari, Vidángoz – Bidankoze, Ezcároz – Ezkaroze, Ochagavía és Larrau községekkel határos. Lakosainak száma 140 fő (2024).

## Népesség
A település népessége az elmúlt években az alábbi módon változott:
| Lakosok száma | 256  | 223  | 214  | 192  | 174  | 158  | 148  | 151  | 150  | 140  |
|               | 2001 | 2004 | 2006 | 2009 | 2011 | 2014 | 2016 | 2019 | 2021 | 2024 |